# Walter Knop

Walter Knop

Walter Knop (* 17. August 1906 in Boffzen; † 1991 in Hildesheim) war ein deutscher Jurist und Politiker (NSDAP).

## Leben
Nach dem Besuch der Volksschule in Boffzen und des König-Wilhelm-Gymnasium Höxter studierte Knop Rechts- und Staatswissenschaften an der Georg-August-Universität Göttingen. 1926 wurde er Mitglied des Corps Hildeso-Guestphalia Göttingen.
Wie seine Brüder August Knop und Wilhelm Knop engagierte Walter Knop sich schon sehr früh in der NSDAP, zum 1. Juli 1928 trat er der Partei bei (Mitgliedsnummer 93.358). Im Frühjahr 1929 legte er das Referendarexamen ab. Von 1929 bis 1932 im Vorbereitungsdienst, kam er um 1933 als Gerichtsassessor zum Amtsgericht Braunschweig und zur Staatsanwaltschaft Braunschweig. Am 1. Oktober 1933 kam Knop in den Vorstand des Amtsgerichts Greene. Mit Wirkung vom 1. März 1934 wurde er zum Amtsgerichtsrat ernannt. Ende 1934 wurde Knop beurlaubt, um als Richter am Obersten Parteigericht der NSDAP wirken zu können. Am 1. Januar 1936 wurde er dort zum Vorsitzenden der I. Kammer ernannt.
Von März 1936 bis Kriegsende 1945 saß Knop als Abgeordneter für den Wahlkreis 17 (Westfalen Nord) im Reichstag. In der Nachkriegszeit lebte Knop als Amtsgerichtsrat in Seesen.